# Terremoto di Concepción del 1835
Il terremoto di Concepción del 1835 fu un evento catastrofico che si verificò nella zona centro-sud del Cile il 20 febbraio 1835 alle 15:30 ora locale. Ebbe una magnitudo stimata di 8,5 Ms e una durata all'incirca due minuti.
Il sisma provocò la distruzione di quasi tutte le costruzioni della città di Concepción comprese la cattedrale, le chiese e gli edifici del governo locale, e la morte di almeno 50 persone. In mare, al largo il terremoto innescò uno tsunami che interessò una vasta zona, e causò la distruzione del porto di Talcahuano, con onde alte tra 7 e 24 metri.. Le onde sono state segnalate lungo la costa da Copiapó a nord all'isola di Chiloé a sud, su una distanza di oltre 1.600 km.
Durante il Secondo viaggio del HMS Beagle l'evento fu avvertito dal naturalista inglese Charles Darwin che si trovava a Valdivia, distante 340 km in linea d'aria dall'epicentro. Secondo le sue parole: "il più forte terremoto che i più vecchi abitanti [della città] ricordano".. Visitando le città di Concepción e Talcahuano alcune settimane più tardi.

## Citazioni
Il terremoto di Concepción è al centro della storia di Zagor La profezia, uscita nel 2013, in cui il protagonista della serie incontra il naturalista.